# Родољуб Кубат
Родољуб Кубат (Босанско Грахово, 23. јануар 1969) српски је теолог, публициста, преводилац и бивши универзитетски предавач. Ужа област његовог стручног истраживања је библијско богословље. Он са тимом стручњака ради на преводу Септуагинте на српски језик.

## Биографија
У Босанском Грахову је завршио основну и средњу школу.
Богословски факултет СПЦ уписао школске 1991/92. године и дипломирао 1996. године. Постдипломске студије (библијска група) на Богословском факултету СПЦ у Београду уписао је 1996/97. године. Провео је академску 1996/97. у Сибињу ради учење њемачког језика и ближег упознавања савремене западне библистике на протестантском теолошком факултету „Мартин Лутер. Период 1997–2000. године као стипендиста фондације Реновабис провео је на римокатоличком теолошком факултету „Вилхелм универзитета у Минстеру (Немачка). За вријме студија у Минстеру бавио се библијском теологијом Старог и Новога Завета као и усавршавањем старојеврејског језика. Магистарски рад под насловом Човјек у Старом Завјету одбранио 12. децембра 2000. године на Православном богословском факултету. Докторску тезу под насловом Анђео Господњи у Старом Савезу одбранио је 13. 06. 2005. године.
Приредио је књигу ЛЕКСИКОН БИБЛИЈСКЕ ХЕРМЕНЕУТИКЕ (2023) у издању Службеног гласника.
На Православном богословском факултету Универзитета у Београду запослен је од 2001. године, а од 2016. године у звању редовног професора.
Током 2020. Свети архијерејски синод СПЦ му је уручио отказ. Кубат је уложио жалбу и протесте на овај чин и задобио је подршку дијела академске јавности, укључујући тадашњу ректорку Универзета у Београду Иванку Поповић. Кубат је у јавности изнио тезу да иза његове смјене стоји дјеловање владике бачког Иринеја. Након добијања отказа на ПБФ добио је посао у новооснованом Центру за библијску филологију и херменеутику на Филозофском факултету УБ.

## Одабрана дјела
- Основи старосавезне антропологије (2008)[9]
- Синопсис – Упоредни преглед еванђеља (2008)[10]
- Траговима Писма: Стари Савез – теологија и херменеутика (2012)[11]
- Траговима Писма II: Стари Савез – рецепција и контексти (2015)[12]
- Основы ветхозаветной антропологии (2015)[13]
- Бунт у срцу Библије: теологија бунта (2022)[14]